# Lautoka FC
Lautoka FC is een Fijische voetbalclub uit Lautoka.
De club werd opgericht op 1934. De club speelt anno 2023 bij National Football League.

## Erelijst
| Nationaal                   |     | |
| National Football League    | 7x  | 1984, 1988, 2009, 2017, 2018, 2021, 2023                                                                   |
| Inter-District Championship | 18x | 1941, 1942, 1949, 1950, 1953, 1957, 1958, 1959, 1962, 1964, 1965, 1973, 1984, 1985, 2005, 2008, 2017, 2018 |
| Battle of the Giants        | 2x  | 1985, 2016                                                                                                 |

## Bekende (oud-)spelers
- Keni Doidoi
- Peni Finau
- Mati Fusi
- Salesh Kumar
- Valerio Nawatu
- Seveci Rokotakala
- Sailesh Samy
- Avinesh Suwamy
- Osea Vakatalesau

## Bekende (oud-)trainers
- Ronil Kumar